# Kaple svaté Rodiny (Brno)
Kaple svaté Rodiny se nachází v Brně na katastrálním území Kohoutovic. Stojí na rohu ulic Bašného a Nedbalovy v těsné blízkosti místní radnice. Výstavba kaple započala v roce 1903 a vysvěcení se dočkala 4. října o pět let později.
Tehdy byl na kapli zavěšen zvon z počátku 18. století, který však byl v roce 1916 roztaven za účelem výroby vojenského náčiní. O tři roky později byl kapli dán zvon nový, na který se ručně zvonilo až do roku 1972 a poté byl přidělán automatický strojek, který nahradil ruční zvonění. Avšak s přibývající zástavbou v okolí kaple zvon utichl. Od roku 2002 má další zvon, tentokrát z první poloviny 19. století.
V letech 1988 až 1989 byla kaple rekonstruována a rozšířena o boční přístavbu do současné podoby.